# Eucanthus alutaceus
Eucanthus alutaceus là một loài bọ cánh cứng trong họ Geotrupidae. Loài này được Cartwright miêu tả khoa học năm 1944.